# Zdeněk Křížek
Zdeněk Křížek (ur. 16 stycznia 1983 w Strakonicach) – czeski piłkarz występujący na pozycji bramkarza. Były reprezentant Czech do lat 15., 16., 17., 19. oraz 20. Wychowanek SK Strakonice 1908, w swojej karierze związany głównie z Dynamem Czeskie Budziejowice, dla którego rozegrał ponad 300 spotkań na poziomie pierwszej i drugiej drużyny.